# Q1 Energie

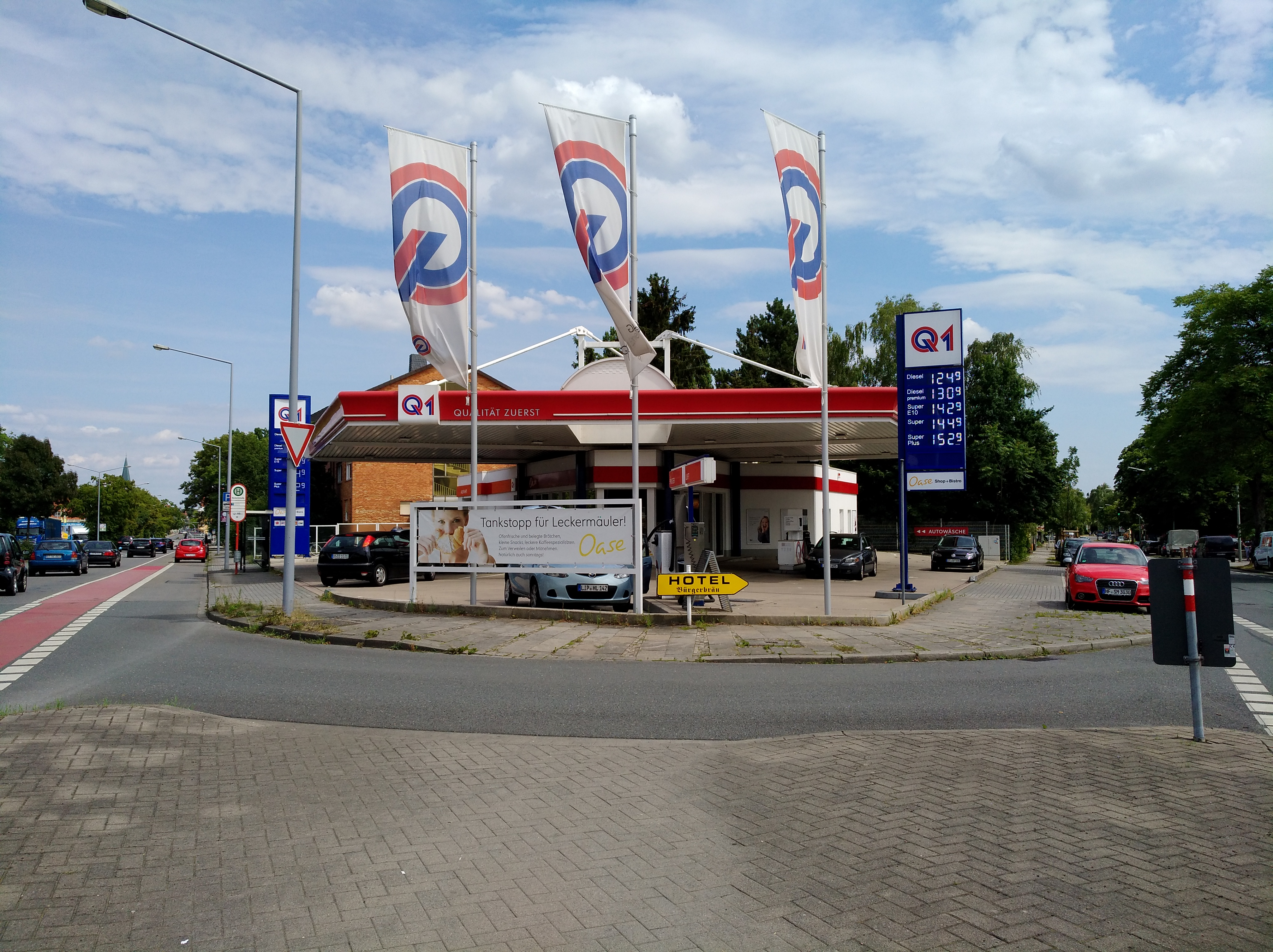
Q1 Tankstelle in Osnabrück am Kurt-Schumacher-Damm, Ecke Rückertstraße

Die Q1 Energie AG ist ein mittelständischer Betreiber von rund 230 Tankstellen und 200 Ladepunkten mit Sitz in Osnabrück.
Die überwiegende Zahl der Tankstellen führt die Marke Q1. Es werden daneben Tankstellen unter den Marken bft, Aral und ENI betrieben. Zur Versorgung unterhält das Unternehmen vier eigene Tanklager. Q1 betreibt über 50 Autostrom-Standorte.

## Geschichte
Das Unternehmen ist aus der 1898 von Friedrich Wilhelm Beckmann (1868–1936) gegründeten F. Wilhelm Beckmann OHG hervorgegangen. Anfangs lag der Fokus auf dem Großhandel mit Lederwaren und Schusterbedarf. Unter Federführung der Söhne Wilhelm (1900–1977) und Julius Beckmann (1902–1969) wurde 1923 der Benzinverkauf per Abfüllung in Kanister am Firmensitz an der Schillerstraße in Osnabrück aufgenommen. 1927 wurde dort eine richtige Tankstelle mit Zapfsäule gebaut, 1932 eine zweite am nahegelegenen Wittekindplatz. Bis 1936 wurden 16 weitere Tankstellen eröffnet, in dem Jahr beendete man nach dem Tod des Firmengründers den Lederwarenhandel und konzentrierte sich auf das Mineralölgeschäft.
Nach Ende des Zweiten Weltkriegs stieg auch der jüngste Bruder Werner Beckmann (1909–1987) in die Geschäftsleitung ein. Der an der Sandbachstraße wiederaufgebaute Betrieb wurde bald zu klein, weshalb ab 1956 der Umzug an die Rheinstraße im Hafen erfolgte, wo ein Tanklager und ein Verwaltungsgebäude entstanden. In diesem Zeitraum wurden als Mitglied der AVIA-Einkaufsgemeinschaft rund 80 Tankstellen beliefert und weitere Tanklager in Bremen und Duisburg in Betrieb genommen. Im Jahr 1977 stieß Werner Beckmanns Sohn Uwe (* 1951) zur Geschäftsleitung.
Am 1. Oktober 1979 fiel das Duisburger Tanklager einem durch Reparaturarbeiten ausgelösten Großbrand zum Opfer. Von der eingeklagten Schadenersatzsumme wurde 1986 ein neues Tanklager in Kassel errichtet. 1987 trat man aus der AVIA aus und führte 1988 die eigens entwickelte Marke Q1 für die Tankstellen ein. Seither steht diese für den eigenen Anspruch ‚Qualität zuerst‘. 2005 wurde das Tankstellengeschäft in die Q1 Tankstellenvertrieb GmbH & Co. KG eingebracht, die mit Wirkung zum 8. April 2015 zur  Q1 Energie AG umfirmiert wurde. 2016 übernahm Frederick Beckmann (* 1988) die Unternehmensleitung.
Das Unternehmen stieg 2020 in das LNG-Geschäft ein, indem es die erste Q1 LNG-Tankstelle in Koblenz errichtete. Gleichzeitig wurden sieben Schnelladestandorte in Betrieb genommen. Im nächsten Jahr wurde die App zahlz eingeführt, die es Q1 Kunden ermöglicht, ihren Kraftstoff digital und direkt an der Zapfsäule zu bezahlen. Parallel dazu gründete Q1 zusammen mit sieben Osnabrücker Partnern das SmartCityHouse, einen Ideenpool für innovative Geschäftsmodelle. Das Tankstellennetz des Unternehmens wurde 2022 um 16 Standorte der Günther-Tank GmbH erweitert und befindet sich im Wachstum. 2023 errichtete Q1 die 50. Ladesäule. Gemeinsam mit weiteren Unternehmen gründete Q1 2024 die Autostrom plus GmbH, welche bis Ende 2026 im Rahmen des Deutschlandnetz 99 Ladeparks mit insgesamt 482 Schnellladepunkten auf unbewirtschafteten Autobahnraststätten errichten soll.

## Verbände
Q1 ist Mitglied in den Verbänden AFM+E, BFT und Unabhängiger Tanklagerverband e.V. (UTV), die wiederum Mitglied im nationalen Dachverband MEW Mittelständische Energiewirtschaft Deutschland sind, sowie in den Lobbyorganisationen UNITI, Zukunft Gas und Die Familienunternehmer.